# Louis Barré (linguiste)
 (avril 2025).
Si vous disposez d'ouvrages ou d'articles de référence ou si vous connaissez des sites web de qualité traitant du thème abordé ici, merci de compléter l'article en donnant les références utiles à sa vérifiabilité et en les liant à la section « Notes et références ».
Pour les articles homonymes, voir Louis Barré.
Louis Barré, né en 1799 à Lille et mort le 18 février 1857 à Lille, est un angliciste, romaniciste et lexicographe français.

## Biographie
Barré vit en Belgique jusqu'en 1830. De 1830 à 1836, il est professeur de philosophie à Lille. Il se fait connaître avec un dictionnaire complémentaire au Dictionnaire de l'Académie française, la 6e édition de 1835. Il estime que l’Académie ne peut ni ne veut suivre le développement rapide du vocabulaire depuis la révolution politique et industrielle et créé un dictionnaire de 20 000 mots. En complément, Barré, sous le haut patronage de l'académicien Joseph Droz, organise une collection de 130 000 mots définis, publiée en 1842 : Complément du Dictionnaire de l’Académie française contenant tous les termes de Littérature, de rhétorique, de Grammaire, d’Art dramatique, de Philologie, de Linguistique, d’Histoire, de Sectes religieuses, de Chronologie, de Mythologie, d’Antiquité, d’Archéologie, de Numismatique, de Diplomatie, de Paléographie, de Philosophie, de Scolastique, de Théologie, de Droit canon, de Liturgie, d’Économie politique, de Législation et de Jurisprudence ancienne et moderne, d’Anciennes Coutumes, de Féodalité, de Droit, de Pratique, de Diplomatie, d’Administration, de Titres, de Charges et Dignités, d’Art militaire, de Marine, de Fortification, de Mines, de Ponts-et-Chaussées, d’Eaux-et-Forêts, de Domaines et Enregistrements, de Monnaies, de Poids et Mesures, de Douanes, de Postes, de Médecine, de Chirurgie, d’Anatomie, de Pharmacie, d’Histoire naturelle, de Physique, de Chimie, d’Astronomie, de Mécanique, de Gravure, de Commerce, de Banque, de Bourse, d’Arts et Métiers, de Blason, de Fauconnerie, de Chasse, de Pêche, d’Escrime, de Danse, d’Équitation, de Jeux et Divertissements, etc., qui ne se trouvent pas dans le Dictionnaire de l’Académie ; auxquels on a joint : Le Vieux Langage, - le Néologisme, - la Géographie ancienne et moderne, - et un Traité complet d’Étymologie.
Barré écrit une préface de fond qui peut être considérée comme l’un des plus importants textes de métalexicographie français[réf. nécessaire]. Le succès de ce dictionnaire complémentaire, qui fait l’objet de nombreuses éditions, conduit en 1853 à la participation de Barré à un autre projet complémentaire intitulé Complément du Grand Dictionnaire des dictionnaires français de Napoléon Landais... par une société de savants, de grammairiens et d'écrivains, sous la direction de MM. Désiré Chésurolles et Louis Barré. Il contient également des articles biographiques, un dictionnaire des rimes, ainsi qu'un dictionnaire des homonymies, des antonymies et des paronymies.
Barre est également traducteur des œuvres de Lord Byron, James Fenimore Cooper et Walter Scott.